# Waltari (hudební skupina)
Waltari je finská hudební skupina založená roku 1986. Je známá kombinováním mnoha hudebních žánrů.

## Historie
Skupina byla založena roku 1986 v Helsinkách, Finsko zpěvákem/baskytaristou Kärtsym Hatakkou, kytaristou Jariotem Lehtinenem a bubeníkem Salem Suomalainenem. Roku 1989 se ke skupině přidává kytarista Sami Yli-Sirniö, o rok později vydává kapela své první EP, Mut, Hei.
Albový debut Monk Punk byl vydán roku 1991. Jak naznačuje název, album bylo především punkové. Svůj vlastní charakteristický zvuk spočívající v míchání mnoha hudebních žánrů skupina nachází až na svém druhém albu, Torcha! (1992).
Po vydání kompilace raných nahrávek s názvem Pala Leipää („Kus chleba“) (1993) vyšla skupina s albem So Fine! (1994), hudebně podobným Torcha!. Další řadová deska, Big Bang (1995) se stala do té doby jejich největším úspěchem. Album se zaměřuje na míchání techna s heavy metalem.
Roku 1995 vystřídal Samiho Yli-Sirenö na pozici kytaristy současný druhý kytarista Children of Bodom Roope Latvala. Tou dobou pracoval Kärtsy Hatakka s dirigentem symfonického orchestru Avanti!, Rikuou Niemim na projektu kombinujícím Heavy metal s klasickou hudbou. Projekt poté začal být znám jako Yeah! Yeah! Die! Die! Death Metal Symphony in Deep C. Roku 1995 byl na helsinském hudebním festivalu Taiteiden Yö předveden živě, o rok později byl vydán jako samostatné album.
Roku 1997 spatřilo světlo světa album Space Avenue, progresivnější práce obsahující víc elektronických bicích, při jejímž nahrávání Waltari spolupracovali s Apocalypticou. Roku 1998 vydala skupina na počest svého desátého výročí kompilaci jménem Decade.
V roce 1999 pracoval Kärtsy Hatakka na další klasicko-metalové spolupráci, která dala vzniknout pódiové show Evangelicum. Toto dílo se lišilo od Yeah! Yeah! Die! Die!, v tom, že obsahovalo víc než jen hudbu; součástí představení byl i balet a světelná show. Evangelicum nebylo nikdy vydáno jako album.
Další studiové album Radium Round (1999) se vyznačovalo velmi silným vlivem popu. Po jeho vydání se Waltari zaměřili na méně komerční práci jako Channel Nordica (2000) (ve spolupráci se sámským pěveckým sborem Angelit), odvážnou kombinaci metalu s laponskou lidovou hudbou, a punkové EP Back To Persepolis (2001). Tyto nahrávky bylo ovšem velmi obtížné sehnat, takže Waltari jistý čas přežívali pouze z koncertování. Roku 2001 se skupině vrátil původní kytarista Sami Yli-Sirniö a Roope Latvala kapelu opustil.
Po tříleté odmlce se roku 2004 Waltari vrátili na scénu s kritiky i fanoušky velmi kladně přijatým albem Rare Species a následným turné.
V roce 2005 vydali Waltari album Blood Sample, o rok později potom kompilaci Early Years (remasterované verze Monk Punk, Pala Leipää a nikdy nevydané písně z osmdesátých let znovu nahrané původní trojicí Jariot, Kärtsy a Sale), v tomto roce také vychází album Polib si dědu české rockové skupiny Wohnout, na němž se nachází skladba Činely, výsledek spolupráce skupiny Wohnout s Waltari a Lenkou Dusilovou
Dalším studiovým počinem této finské kapely bylo album Release Date (2007), na kterém Waltari ukazují fanouškům svou tvrdší, metalovější tvář. Toto album obsahuje i bonusovou skladbu Spokebone, na které kapela spolupracovala se zpěvákem Tomim Joutsenem z Amorphis a s finskou etnoskupinou Värttinä. O dva roky později vydali desku s názvem Below Zero.

## Zajímavosti
Waltari nazpívali píseň Televizor v češtině.

## Členové

### Současní členové
- Kärtsy Hatakka – baskytara, zpěv, klávesy (1986–)
- Jariot Lehtinen – kytara, zpěv (1986–)
- Sami Yli-Sirniö – kytara, zpěv (1989–1995 a 2001–)
- Nino Silvennoinen - kytara (2013-)
- Ville Vehviläinen – bicí nástroje (2005–)
- Jani Hölli – klávesy (2013-)
- Kimmo Korhonen – kytara (časté záskoky, od 2013 uveden v sestavě)

### Dřívější členové
- Sale Suomalainen – bicí nástroje (1986–1990)
- Janne Parviainen – bicí nástroje (1990–2002)
- Roope Latvala – kytara (1995–2001)
- Tote Hatakka – klávesy
- Janne Immonen – klávesy, zpěv (2006-2013)
- Mika Järveläinen – bicí nástroje (2002–2005)

## Diskografie
- Mut Hei (EP, 1989)
- Monk Punk (1991)
- Torcha! (1992)
- Pala Leipää (kompilace, 1993)
- So Fine! (1994)
- Big Bang (1995)

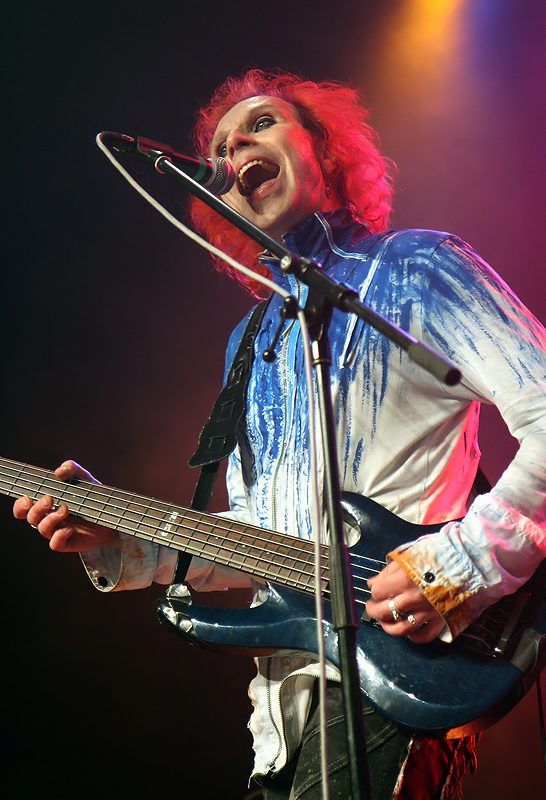
Waltari-14.05.2010

- Yeah! Yeah! Die! Die! Death Metal Symphony in Deep C (1996)
- Space Avenue (1997)
- Decade (kompilace, 1998)
- Radium Round (1999)
- Channel Nordica (+ Angelit, 2000)
- Back To Persepolis (EP, 2001)
- Rare Species (2004)
- Blood Sample (2005)
- Early Years (dvojalbum, remasterováno + přidány stopy 2006)
- Release Date (2007)
- The 2nd Decade - In The Cradle (2008)
- Below Zero (2009)
- Covers All! - 25th Anniversary Album (2011)
- You are Waltari (2015)
- Global Rock (2020)
- 3rd Decade – The Anniversary Edition (2021)